# Arturo Casado
Arturo Casado (ur. 26 stycznia 1983 w Madrycie) – hiszpański lekkoatleta specjalizujący się w biegach średniodystansowych, uczestnik letnich igrzysk olimpijskich w Pekinie (2008), mistrz Europy z Barcelony (2010) w biegu na 1500 metrów.

## Sukcesy sportowe
- wielokrotny mistrz Hiszpanii
- 2001 – Grosseto, mistrzostwa Europy juniorów – brązowy medal w biegu na 1500 m
- 2002 – Kingston, mistrzostwa świata juniorów – VI lokata w biegu na 1500 m
- 2003 – Bydgoszcz, młodzieżowe mistrzostwa Europy – VII miejsce w biegu na 1500 m
- 2005 – Madryt, halowe mistrzostwa Europy – IV miejsce w biegu na 1500 m
- 2005 – Erfurt, młodzieżowe mistrzostwa Europy – złoty medal w biegu na 1500 m
- 2005 – Almería, igrzyska śródziemnomorskie – złoty medal w biegu na 1500 m
- 2005 – Helsinki, mistrzostwa świata – V miejsce w biegu na 1500 m
- 2006 – Göteborg, mistrzostwa Europy – IV miejsce w biegu na 1500 m
- 2007 – Birmingham, halowe mistrzostwa Europy – brązowy medal w biegu na 1500 m
- 2007 – Osaka, mistrzostwa świata – VII miejsce w biegu na 1500 m
- 2008 – Walencja, halowe mistrzostwa świata – IV miejsce w biegu na 1500 m
- 2009 – Turyn, halowe mistrzostwa Europy – V lokata w biegu na 1500 m
- 2010 – Barcelona, mistrzostwa Europy – złoty medal w biegu na 1500 m
- 2010 – Split, puchar interkontynentalny – IV miejsce w biegu na 1500 m
- 2013 – Göteborg, halowe mistrzostwa Europy – V lokata w biegu na 1500 m

## Rekordy życiowe
- bieg na 800 m – 1:44,74 – Rieti 29/08/2010
- bieg na 1500 m – 3:32,70 – Rzym 22/08/2010
- bieg na milę – 3:52,38 – Oslo 15/06/2007
- bieg na 800 m (hala) – 1:48,72 – Walencja 16/02/2008
- bieg na 1500 m (hala) – 3:38,13 – Walencja 09/02/2008
- bieg na 3000 m (hala) – 7:49,86 – Walencja 13/02/2010